# 高田あずみ
高田あずみ（たかだ あずみ、Azumi Takada、1957年11月24日 - ）は、長野県出身のヴァイオリニスト、ヴィオリストである。 

## 経歴
3歳からスズキ・メソードでヴァイオリンを始めた。1973年、桐朋女子高等学校音楽科に入学し、鷲見三郎に師事する。1976年、桐朋学園大学音楽学部に進み、海野義雄に師事した。1980年、同大学を卒業し、同大学の研究生課程に進み、1982年、同課程を修了した。1983年12月、第2回日本国際音楽コンクールで第4位を受賞。1985年9月、第41回ジュネーヴ国際音楽コンクール・ヴァイオリン部門で1位なしの第2位を受賞した。

## 古楽器演奏
大学卒業後の1981年に古楽アンサンブル「オトテール・アンサンブル」に参加。1990年に設立された鈴木雅明主宰の「バッハ・コレギウム・ジャパン」のコンサートミストレス、1994年、レストロ・アルモニコ東京を設立。1995年、この分野の演奏が評価され、平成7年度村松賞を受賞した。2003年設立の鈴木秀美主宰「オーケストラ・リベラ・クラシカ」のメンバー。

## ジャズ・バンド
1985年に設立された「篠崎秀樹とスウィート・ファンタジア・シンフォニックジャズ・オーケストラ」に参加。

## 教職
東海大学教養学部芸術学科講師。

## レコーディング
- Solo!（1994年5月）

無伴奏ヴァイオリン曲集
プロコフィエフ：無伴奏ヴァイオリン・ソナタ ニ長調
イザイ：無伴奏ヴァイオリン・ソナタ第3番ニ短調「バラード」
オネゲル：無伴奏ヴァイオリン・ソナタ
バッハ：無伴奏ヴァイオリン・パルティータ第2番ニ短調
- バルトーク・ベーラ（1995年10月）

ヴァイオリン・ソナタ第1番
ヴァイオリン・ソナタ第2番
ソナチネ
ルーマニア民俗舞曲